# Jati Hilir
Jati Hilir is een bestuurslaag in het regentschap Pariaman van de provincie West-Sumatra, Indonesië. Jati Hilir telt 980 inwoners (volkstelling 2010).